# احمدی (شهر)
احمدی (به عربی: الأحمدی) یکی از شهرهای حومهٔ کویت است. این شهر مرکز سیاسی استان احمدی است.
احمدی ۶۰ کیلومتر مربع مساحت داشته و در ۴۲ کیلومتری پایتخت واقع شده‌است. اکثر جمعیت این شهر در سال ۲۰۰۸ بالغ بر ۲۹٬۹۰۰ نفر بوده‌است که نیمی از آن از ایل بویراحمدی تامرادی و تیره علی حیدر می باشند.